# In My Remains
„In My Remains“ je píseň americké rockové skupiny Linkin Park z jejich pátého studiového alba Living Things. Produkovali ji zpěvák Mike Shinoda a producent Rick Rubin. Ačkoli nebyla nikdy vydána jako singl v žádné části světa, v několika zemích se dostala do hitparád.

## Styl písně
Skladba obsahuje klavírní melodie a perkuse, stejně jako beaty ve středním tempu. Píseň byla přirovnávána k písním skupiny Dead by Sunrise. Popsána jako „military-like rat-a-tat“. Píseň byla přijata kriticky dobře a dařilo se jí v hudebních žebříčcích.

## Obsazení
- Chester Bennington – zpěv
- Mike Shinoda – klávesy, zpěv, rytmická kytara, klavír
- Brad Delson – sólová kytara, doprovodné vokály
- Dave Farrell – basová kytara, doprovodné vokály
- Joe Hahn – gramofony, samplery
- Rob Bourdon – bicí, perkuse